# Xylotrechus rosinae
Xylotrechus rosinae là một loài bọ cánh cứng trong họ Cerambycidae.